# Formatie van Châtelet
De Formatie van Châtelet is een geologische formatie die onderdeel is van de Belgische Steenkoolgroep, de gesteentelagen uit het Carboon in de Belgische ondergrond waaruit vroeger steenkool werd gewonnen. De formatie bestaat uit een afwisseling van siltige kleisteen en zandsteen waarin ook steenkoollaagjes voorkomen. Ze is genoemd naar de stad Châtelet ten oosten van Charleroi.

## Beschrijving
In de Bekkens van Dinant en Namen varieert de dikte van de Formatie van Châtelet tussen de 200 en 300 meter. In het Kempens Bekken kan de dikte oplopen tot 500 meter.
De formatie heeft een overwegend continentale aard: ze werd afgezet in rivieren, meren en delta's. Niveaus met wortelresten komen veel voor. Op twee niveaus komt een dunne mariene zandlaag voor. Dergelijke verschuiving van de facies over een groot gebied is kenmerkend voor het Carboon. De cycli worden cyclothemen genoemd.
De steenkoollagen van de Formatie van Châtelet zijn niet zo goed ontwikkeld als in de bovenliggende Formatie van Charleroi, ongeveer 30 tot 75 centimeter dik. Ook deze steenkooladers zijn desondanks in het verleden ontgonnen.

## Stratigrafische relaties
De Formatie van Châtelet ligt concordant boven op de Formatie van Andenne en ligt onder de Formatie van Charleroi. De Formatie van Châtelet wordt in twee leden ingedeeld:
- Lid van Ransart, vanaf de eerste mariene trangressie aan de basis van de formatie.
- Lid van Floriffoux, vanaf de tweede mariene transgressie.

De Formatie van Châtelet behoort tot het onderste deel van het Westfaliaan A. Dat plaatst de formatie in het lagere Boven-Bashkiriaan (ongeveer 317 miljoen jaar oud).